# Rèmes
Les Rèmes — latin Remi — étaient un peuple gaulois. Leur nom signifie « les premiers ». Ils ont donné son nom à la ville de Reims.
Selon Jules César, à son arrivée en Gaule, si « les Éduens avaient de loin le premier rang, les Rèmes occupaient le second ».

## Localisation

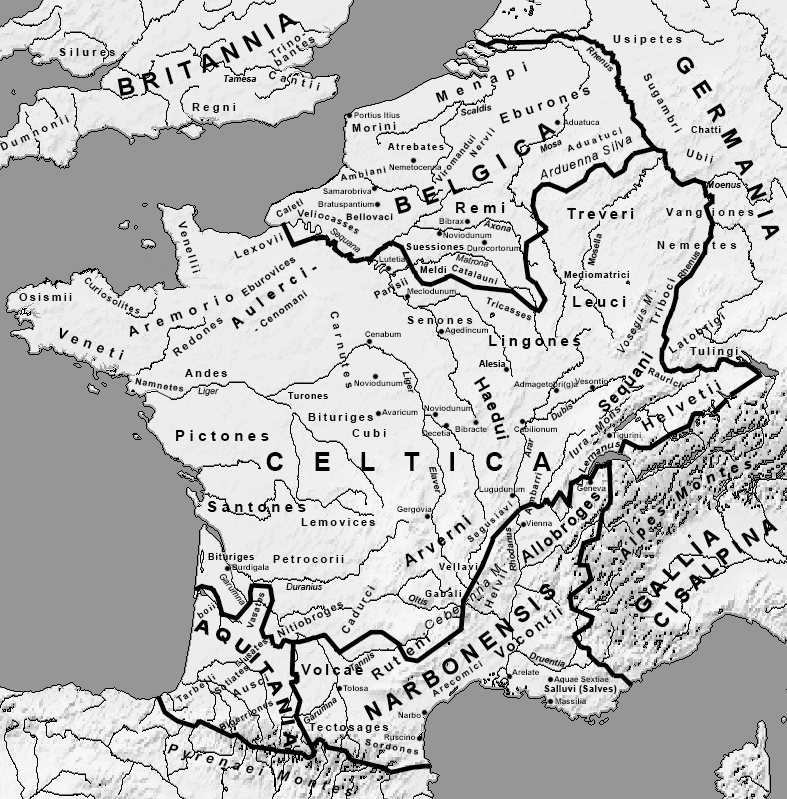

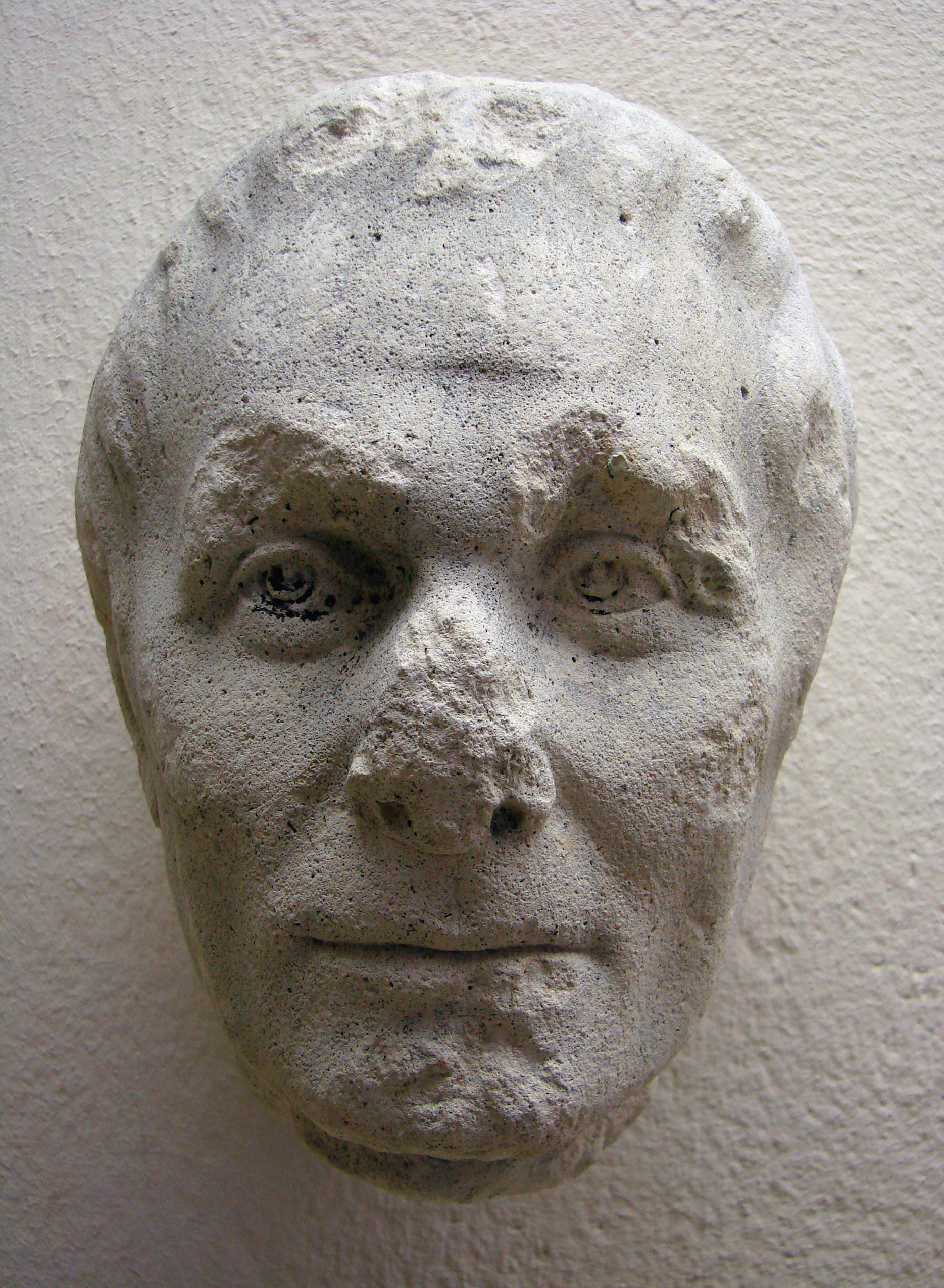
Rème du Ier siècle, musée Saint-Remi.

Les Rèmes occupaient la région de Champagne-Ardenne et plus précisément ce que sont aujourd'hui les départements de la Marne et des Ardennes. Les peuples environnant les Rèmes sont les Nerviens, au nord, les Viromanduens et les Suessions, à l'ouest, les Tricasses au sud, les Leuques, Trévires et Médiomatriques, à l'est. Dans le Sud-Est du territoire des Rèmes apparaît tardivement un peuple, les Catalaunes que l'on a parfois rattachés aux Lingons et qui pourrait être un pagus ou un client des Rèmes.
Plusieurs oppida localisant les Rèmes sont identifiés :
- Durocorter ou Durocortorum en latin, Duricortora selon Strabon, aujourd'hui recouvert par la ville de Reims. Chef-lieu des Rèmes au cours de la guerre des Gaules, l'oppidum de Durocortorum a succédé à une agglomération ouverte de la fin du IIe siècle av. J.-C., fortifiée vers 80-70 av. J.-C.[4] Elle devient sous Auguste, la capitale de la province de Gaule belgique.
- L'oppidum du « Vieux-Reims », situé sur les communes de Variscourt et Condé-sur-Suippe, avec 170 hectares enclos, était le plus vaste de leurs oppida. Ce fait, ainsi que sa proximité avec Reims-Durocortorum, à une vingtaine de kilomètres, fait qu'on le considère comme leur chef-lieu avant le déplacement de celui-ci[4].
- L'oppidum du « Vieux-Laon », localisé à Saint-Thomas (Aisne)[5], pourrait être le fameux site de Bibrax, dont parle Jules César dans ses Commentaires sur la Guerre des Gaules[6]) et près duquel il remporta en 57 av. J.-C. une grande et sanglante victoire contre les Belges coalisés.
- Les oppida du plateau de Nandin, à Château-Porcien et le petit oppidum de Chestres à Vouziers restent quant à eux assez mal connus[7].

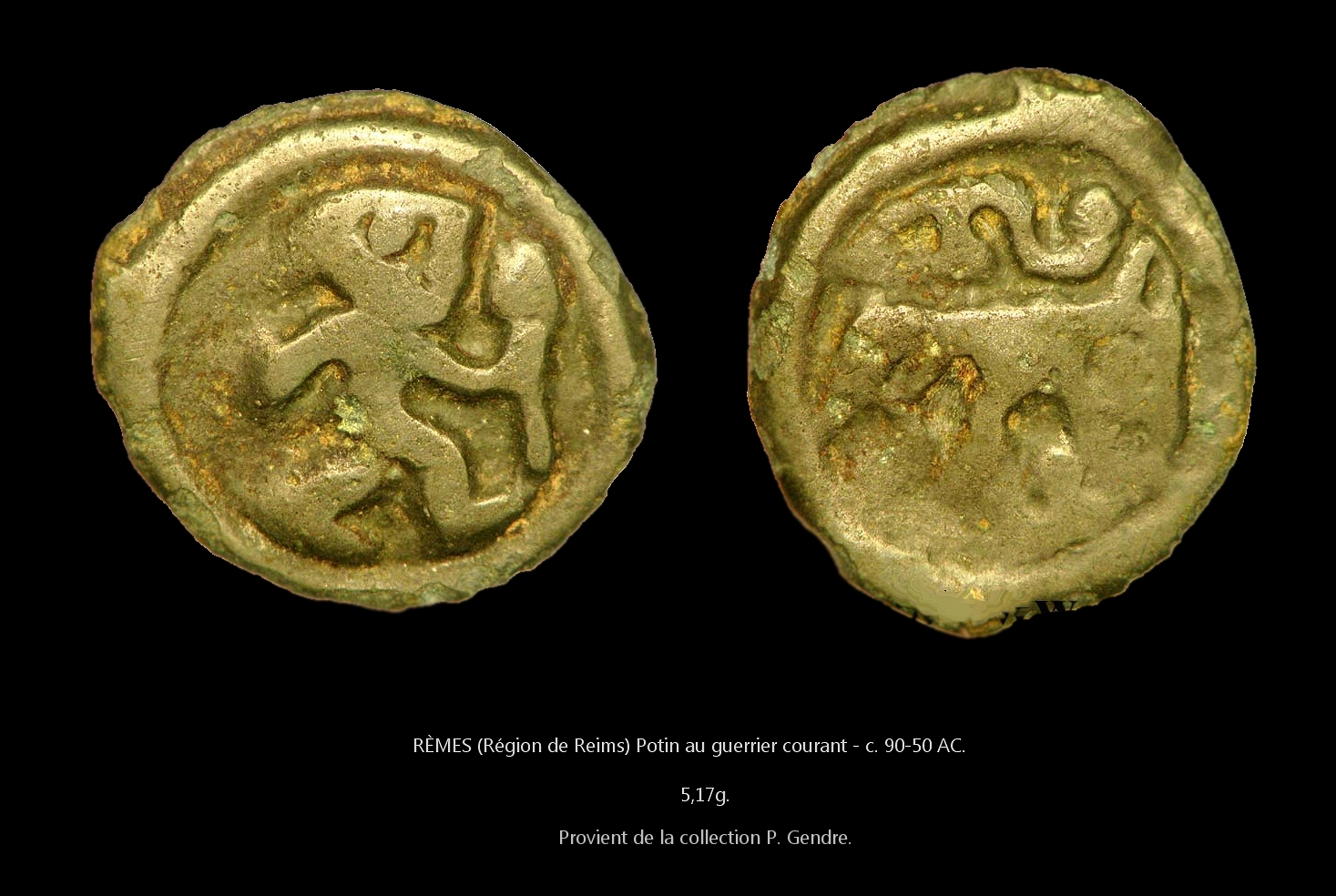
Potin dit « au personnage courant », attribué aux Rèmes.

- L'oppidum du « Viel-Chalons » à La Cheppe, improprement appelé « Camp d'Attila », relève de la tribu des Catalaunes, tributaires des Rèmes, qui donnera naissance à Catalaunum, garnison romaine installée sur une île de la Marne, à l'emplacement actuel de Châlons-en-Champagne. L'oppidum du Châtelet de Gourzon est également attribué aux Catalaunes[4].

## Histoire

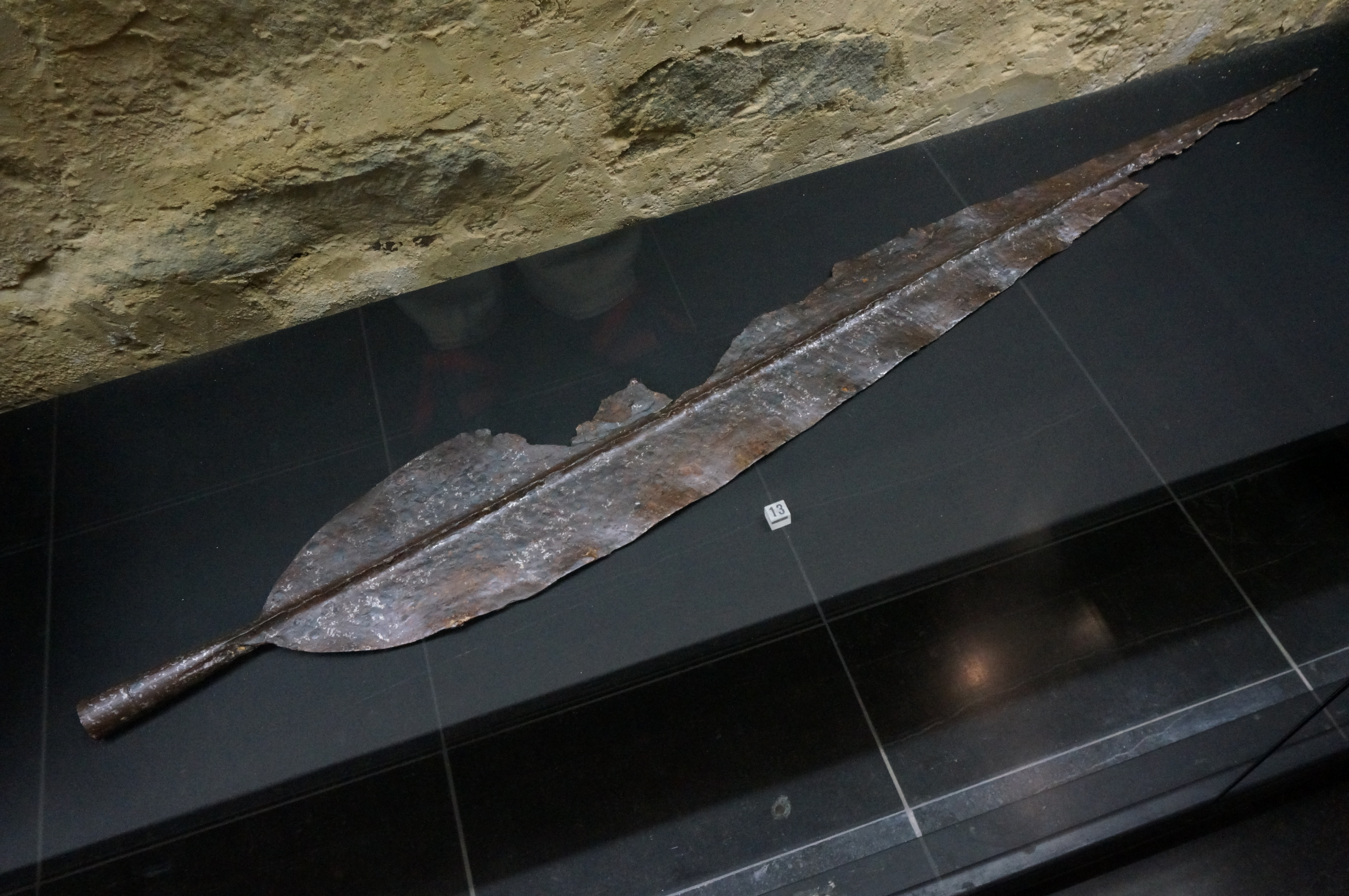
Pointe de lance de 82 cm, utilisée comme enseigne, Thugny-Trugny.

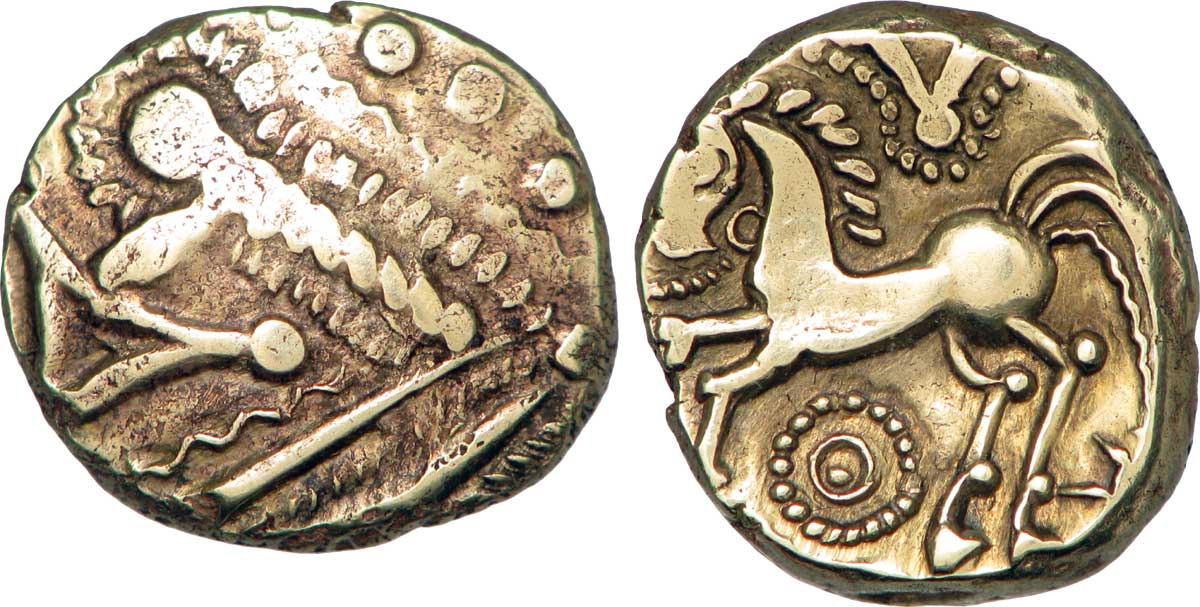
Rèmes (région de Reims). Statère à l'œil, classe I variante à gauche. Description revers : cheval bondissant à gauche, un V pointé et entouré d'un cordon perlé. Un annelet pointé et encerclé d'un cordon perlé entre les jambes. Un astre (?) derrière la jambe arrière. Un petit annelet et un cordon perlé en guise de rêne devant le poitrail.

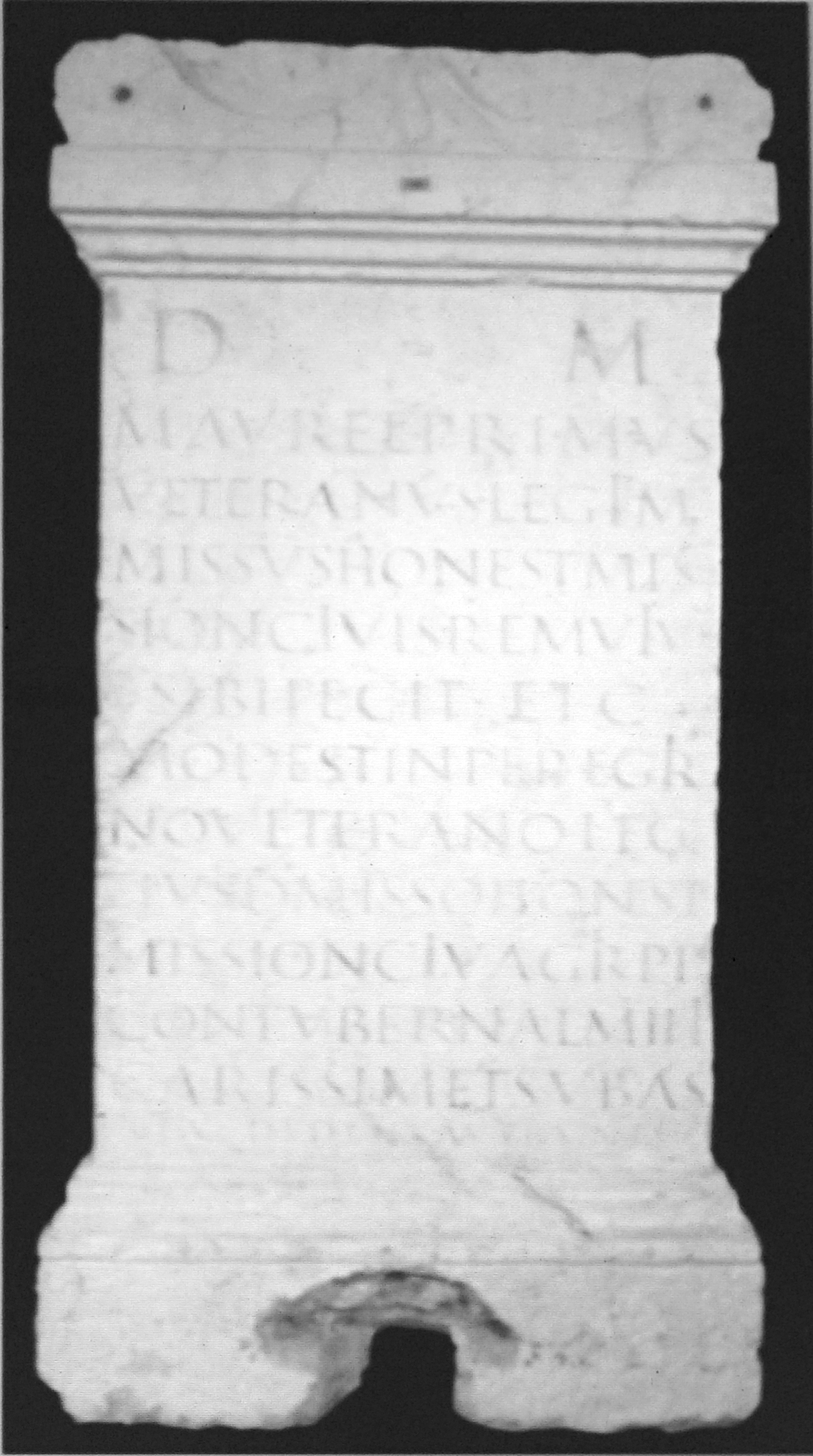
Stèle de citoyens rèmes.

Les Rèmes, contrairement aux autres peuples de Gaule belgique, semblent être issus de populations déjà présentes localement à haute époque. La recherche archéologique a en effet mis en évidence la continuité culturelle du peuplement dans la région de Reims au moins depuis le Hallstatt. Leur ethnonyme, que l'on traduit par « les premiers » suggère également cette origine locale ancienne.
Au IIIe siècle av. J.-C., l'arrivée des peuples belges, elle aussi repérable par l'archéologie, entraîne une restructuration du peuplement au nord de la Seine, voire de la Loire. Les Rèmes sont cependant épargnés par cette restructuration et constituent probablement dès avant cette époque, une entité ethnique homogène et identifiée. Le lien que, selon César, les Rèmes entretiennent avec les Suessions se forge possiblement dès cette époque.
À l'arrivée de Jules César, ce lien particulier — « les mêmes lois, le même chef de guerre, (le) même magistrat » — pourrait s'être transformé en un lien de sujétion des Rèmes envers les Suessions. En 57 av. J.-C., les Rèmes rompent avec les Suessions et le reste de la coalition belge et s'allient fermement avec Jules César. Ils seront un des rares peuples à ne pas faire défection envers Rome, et ce tout au long de la guerre des Gaules. Cette fidélité sera récompensée dans un premier temps par la mise des Suessions sous leur tutelle,, inversant ainsi leur relation d'origine, puis par l'octroi, à la fin de la guerre, du statut de cité fédérée, alliée et par conséquent libre de tout tribut. À la fin de la guerre des Gaules les Rèmes sont devenus l'un des peuples les plus influents de Gaule. César précise qu'outre les Suessions, ils ont également récupéré dans leur clientèle une partie de celle des Séquanes ainsi que les Carnutes. Lors de la réorganisation de la Gaule, Auguste entérine cet état de fait, en faisant de leur chef-lieu, Durocortorum, la capitale de toute la province de Gaule belgique.
Strabon indique que les Rèmes formaient la « nation la plus considérable » de cette partie de la Gaule (« Ἀξιολογώτατον δ' ἐστὶν ἔθνος τῶν ταύτῃ Ῥῆμοι ») et que leur capitale, Duricortora, était « la ville la plus peuplée du pays ».

## Économie
Les Rèmes importaient des vins, de l'huile de l'Espagne et du Proche-Orient et exportaient des poteries tant par routes que par réseau  fluvial jusqu'à Rouen. De grand dépôts furent développés à Durocortorum pour la capitale de la Gaule belgique comportant habits, armes et nourritures pour les légions.